# فورت كوبو (أوكلاهوما)
فورت كوبو (بالإنجليزية: Fort Cobb, Oklahoma)‏ هي بلدة أمريكية تقع في الولايات المتحدة في مقاطعة كادو، أوكلاهوما. يقدر عدد سكانها بـ 667 نسمة ومساحتها 1.3 كم2 وترتفع عن سطح البحر 382 متر.

## التركيبة السكانية
حدّد مكتب تعداد الولايات المتحدة بيانات التركيبة السكانية لفورت كوبو في تعداد الولايات المتحدة. في ما يلي، التركيبة السكانية حسب تعدادي 2000 و2010.

### تعداد عام 2000
بلغ عدد سكان فورت كوبو 667 نسمة بحسب تعداد عام 2000، وبلغ عدد الأسر 270 أسرة وعدد العائلات 189 عائلة مقيمة في البلدة. في حين سجلت الكثافة السكانية 362.5 نسمة لكل كيلومتر مربع (938.9/ميل2). وبلغ عدد الوحدات السكنية 317 وحدة بمتوسط كثافة قدره 172.3 لكل كيلومتر مربع (446.3/ميل2).
وتوزع التركيب العرقي للبلدة بنسبة 77.96% من البيض و1.20% من الأمريكيين الأفارقة و16.04% من الأمريكيين الأصليين و0.45% من الأعراق الأخرى و4.35% من عرقين مختلطين أو أكثر و5.25% من الهسبانيون أو اللاتينيون من أي عرق.
بلغ عدد الأسر 270 أسرة كانت نسبة 37.8% منها لديها أطفال تحت سن الثامنة عشر تعيش معهم، وبلغت نسبة الأزواج القاطنين مع بعضهم البعض 55.9% من أصل المجموع الكلي للأسر، ونسبة 11.5% من الأسر كان لديها معيلات من الإناث دون وجود شريك،  بينما كانت نسبة 2.6% من الأسر لديها معيلون من الذكور دون وجود شريكة وكانت نسبة 30% من غير العائلات. تألفت نسبة 28.1% من أصل جميع الأسر من عدة أفراد يعيشون في نفس المنزل ونسبة 16.7% كانت تتألف من شخص يعيش بمفرده يبلغ من العمر 65 عاماً أو أكثر. وبلغ متوسط حجم الأسرة المعيشية 2.47، أما متوسط حجم العائلات فبلغ 3.05.
بلغ العمر الوسطي للسكان 37.2 عاماً. وكانت نسبة 28.9% من القاطنين تحت سن الثامنة عشر، وكانت نسبة 7.3% بين الثامنة عشر والرابعة والعشرين عاماً، ونسبة 26.7% كانت واقعةً في الفئة العمرية ما بين الخامسة والعشرين والرابعة والأربعين عاماً، ونسبة 19.8% كانت ما بين الخامسة والأربعين والرابعة والستين، ونسبة 17.2% كانت ضمن فئة الخامسة والستين عاماً فما فوق. يوجد لكل 100 أنثى 86.8 ذكر، ويوجد لكل 100 أنثى في الثامنة عشر من عمرها فما فوق 74.3 ذكر.
بلغ متوسط دخل الأسرة في البلدة 25,625 دولارًا، أما متوسط دخل العائلة فبلغ 34,000 دولارًا. وكان متوسط دخل الذكور 26,786 دولارًا مقابل 18,854 دولارًا للإناث. وسجل دخل الفرد الخاص بالبلدة 15,085 دولارًا. وكانت نسبة 12.5% من العائلات ونسبة 17.6% من السكان تحت خط الفقر، وكان من هؤلاء نسبة 20.6% تحت سن الثامنة عشر ونسبة 17.8% في الخامسة والستين من العمر وما فوق.

### تعداد عام 2010
بلغ عدد سكان فورت كوبو 634 نسمة بحسب تعداد عام 2010، وبلغ عدد الأسر 265 أسرة وعدد العائلات 182 عائلة مقيمة في البلدة. في حين سجلت الكثافة السكانية 344.6 نسمة لكل كيلومتر مربع (892.5/ميل2). وبلغ عدد الوحدات السكنية 302 وحدة بمتوسط كثافة قدره 164.1 لكل كيلومتر مربع (425.0/ميل2).
وتوزع التركيب العرقي للبلدة بنسبة 77.29% من البيض و0.79% من الأمريكيين الأفارقة و14.83% من الأمريكيين الأصليين و0.47% من الأعراق الأخرى و6.62% من عرقين مختلطين أو أكثر و3.31% من الهسبانيون أو اللاتينيون من أي عرق.
بلغ عدد الأسر 265 أسرة كانت نسبة 32.1% منها لديها أطفال تحت سن الثامنة عشر تعيش معهم، وبلغت نسبة الأزواج القاطنين مع بعضهم البعض 50.6% من أصل المجموع الكلي للأسر، ونسبة 11.7% من الأسر كان لديها معيلات من الإناث دون وجود شريك،  بينما كانت نسبة 6.4% من الأسر لديها معيلون من الذكور دون وجود شريكة وكانت نسبة 31.3% من غير العائلات. تألفت نسبة 26.4% من أصل جميع الأسر من عدة أفراد يعيشون في نفس المنزل ونسبة 12.5% كانت تتألف من شخص يعيش بمفرده يبلغ من العمر 65 عاماً أو أكثر. وبلغ متوسط حجم الأسرة المعيشية 2.39، أما متوسط حجم العائلات فبلغ 2.84.
بلغ العمر الوسطي للسكان 41.4 عاماً. وكانت نسبة 26% من القاطنين تحت سن الثامنة عشر، وكانت نسبة 6.5% بين الثامنة عشر والرابعة والعشرين عاماً، ونسبة 21.8% كانت واقعةً في الفئة العمرية ما بين الخامسة والعشرين والرابعة والأربعين عاماً، ونسبة 27.8% كانت ما بين الخامسة والأربعين والرابعة والستين، ونسبة 18% كانت ضمن فئة الخامسة والستين عاماً فما فوق. وتوزع التركيب الجنسي للسكان بنسبة 49.5% ذكور و50.5% إناث.

## أعلام
- غاري غراي